# Професионална гимназия по електротехника и електроника
„Професионална гимназия по електротехника и електроника“ в Пловдив е едно от елитните средни училища на територията и околностите на града. В нея се подготвят техници и специалисти в областта на електротехническата промишленост, електронната промишленост и информационните технологии.

## История
През пролетта на 1962 г. в град Пловдив е открит Техникум по електротехника с наименованието „ТЕТ Ленин“. Още тогава училището е профилирано в електротехническо направление, с цел удовлетворяване нуждите на промишлеността в града и района. Курсът на обучение е четиригодишен и техникумът се обособява като елитно учебно заведение, което дава специфичната образователна степен – средно специално образование.
През първата година от създаването му в училището са открити 5 паралелки със специалности:
- Силнотокова електропромишленост;
- Електрическо обзавеждане на промишлени предприятия;
- Електрически мрежи и централи;
- Производство на електрически апарати; и
- Слаботокова електропромишленост.

По решение на отдел „Просвета“ през учебната 1964/65 година към техникума са преместени електро-специалностите на вечерния и задочен отдел на вечерен механотехникум „Циолковски“. Първият випуск от 122 електротехници се дипломира през 1966 година.
През 2003 г. със заповед на Министерството на образованието, училището се преименува в Професионална гимназия по електротехника и електроника. Оттогава се извършва обучение и по новите специалности:
- Приложно програмиране;

- Компютърна техника и технологии;
- Компютърни мрежи;
- Микропроцесорна техника;
- Автоматизация на непрекъснати производства;
- Електрообзавеждане на производството.

## Постижения
- На националната изложба на ТНТМ през 1972 г. един от експонатите на техникума получава най-високото отличие „Златна звезда“. Ръководители на разработката са учителите Бечо Бечев и инж. Цоло Нецов.
- За високи постижения през 1974 г. Министерският съвет награждава учителския колектив на техникума с диплом и пет значки, връчени на инж. М. Увалиев, Г. Донов, инж. Жак Асса, Л. Сеизова и Г. Димитрова.
- На окръжната спартакиада по спортна гимнастика, проведена на 5 март 1978 г., отборът на техникума се класира на първо място и става окръжен шампион за учебната 1977/78 г.

## Прием
Прием след 7-и клас.
Балообразуване
Състезателният бал се образува от:
- удвоения брой точки от Националното Външно Оценяване (НВО) по български език и литература,
- удвоения брой точки от НВО по математика и
- оценките по „Математика“, „Физика и астрономия“, изучавани в VII клас, от свидетелството за основно образование, превърнати по скала в точки.